# Culex mauesensis
Culex mauesensis är en tvåvingeart som beskrevs av Lane 1945. Culex mauesensis ingår i släktet Culex och familjen stickmyggor. Inga underarter finns listade i Catalogue of Life.